# The Binding of Isaac: Rebirth
The Binding of Isaac: Rebirth è un videogioco, remake di The Binding of Isaac sviluppato da Nicalis e progettato da Edmund McMillen e Florian Himsl. 
Il gioco è stato pubblicato il 4 novembre 2014, ed è disponibile su Microsoft Windows, macOS, Linux, PlayStation 4 e PlayStation Vita e dal 29 ottobre 2015 è disponibile una versione in esclusiva su New Nintendo 3DS e su Wii U.
Sull'onda del successo del videogioco, nel dicembre 2018 McMillen ha pubblicato attraverso Studio71 il gioco di carte The Binding of Isaac: Four Souls.

## Espansioni

### The Binding of Isaac: Afterbirth
Il 30 ottobre 2015 è stata distribuita un'espansione di Rebirth chiamata "The Binding of Isaac: Afterbirth", che introduce una grafica leggermente ma ulteriormente migliorata, una nuova colonna sonora dinamica per le battaglie in stile rock/metal, due nuovi personaggi giocabili (Lilith e il Custode), nuove varianti dei piani che aggiungono effetti secondari al piano ed ai nemici, e una nuova modalità chiamata Greed Mode.

### The Binding of Isaac:Afterbirth†
Il 3 gennaio 2017 viene distribuita la versione definitiva e finale del gioco: "The Binding of Isaac: Afterbirth†" (dove la † sta per il segno +). Questa ulteriore espansione di Afterbirth introduce due nuovi personaggi giocabili (Apollyon e il personaggio segreto il Dimenticato), un nuovo piano (il Vuoto) con relativo boss finale (Delirio) ed epilogo, un bestiario nel quale visionare i mostri sconfitti e la Greedier Mode (la versione difficile della Greed Mode con un nuovo boss finale, Ultra Greedier); l'aggiornamento inoltre apre il gioco al modding.
Sempre legato all'apertura al modding del gioco, nel corso del 2017 sono state commercializzate cinque espansioni chiamate Booster Pack, contenenti oggetti, nemici e nuove funzioni, appartenenti o derivate da mod preesistenti e votate dai giocatori.
Nel gennaio 2017, Nicalis, l'azienda che pubblica il gioco, ha rivelato che ci sarebbe stato un porting di The Binding of Isaac: Afterbirth† per la nuova console Nintendo, aggiungendo che sarebbe stato un titolo di lancio. Un mese dopo però, a causa di problemi esterni alla compagnia, Nicalis si vede costretta a dover rimandare l'uscita del gioco su Switch, promettendo però che comunque sarebbe stato pubblicato durante marzo 2017.

### The Binding of Isaac:Repentance
Il 29 settembre 2020 Nicalis annuncia un'ulteriore espansione che, secondo gli sviluppatori del gioco, sarebbe "troppo grande per essere definito un sequel", con data fissata su Steam per il 31 dicembre 2020; il successivo 1 gennaio 2021, il designer del gioco Edmund McMillen ha pubblicato un trailer sul suo canale YouTube che rivela la vera data di uscita dell'espansione su Steam, il 31 marzo 2021.
Repentance aggiunge al gioco, in maniera rivista, ed espande il contenuto della mod The Binding of Isaac: Antibirth, sbloccando un percorso secondario e parallelo a quello classico, con nuovi boss e nemici, e due nuovi finali di cui uno è l'epilogo della storia di Isaac. Inoltre Repentance aggiunge ben 19 personaggi giocabili: i due originali da Antibirth (Bethany, e Giacobbe & Esaù), più da sbloccare le 17 versioni distorte e con meccaniche di gioco uniche di tutti i personaggi, aumentando il totale di personaggi a 34.

## Sviluppo e pubblicazione

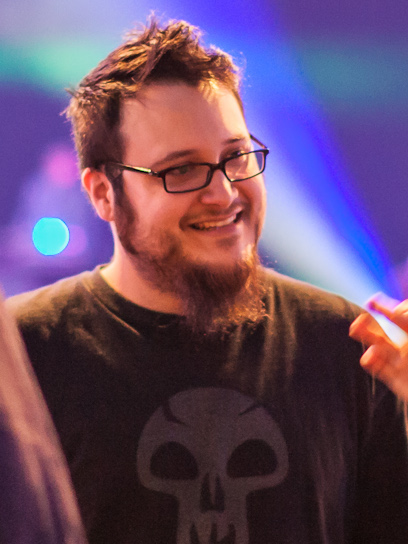
Edmund McMillen ai Game Developers Choice Awards del 2012.

Nicalis è stato in contatto con Microsoft e Nintendo riguardo alla possibilità di una pubblicazione per le loro console. Infine, una versione per iOS del gioco è stata definita una possibilità "Non da escludere." McMillen ha mostrato interesse per una possibile distribuzione anche per Nintendo 3DS. Il gioco supporta un co op locale per 2 giocatori ma non un co op online per evitare lag. La colonna sonora è composta da Matthias Bossi e Jon Evans, e contiene dei remix di musica dal gioco originale. La grafica è stata cambiata in uno stile a 16-bit a causa del disgusto, da parte di McMillen per l'originale stile artistico. È stato condotto un sondaggio da McMillen per valutare l'interesse dei fan in quale stile artistico preferivano, con il risultato che molti di loro semplicemente non se ne curavano. Il gioco include interamente tutti i contenuti di The Binding of Isaac e la sua espansione Wrath of the Lamb, così come di nuovi nella stessa quantità di quelli aggiunti in Wrath of the Lamb. Tra di essi infatti sono presenti un nuovo capitolo con un nuovo finale, almeno tre nuovi personaggi giocabili, e "tonnellate di nuovi oggetti, stanze, nemici, boss e miniboss." McMillen intende fare del gioco qualcosa che le persone che hanno giocato il primo, vogliano effettivamente giocare. Alcuni dei nuovi contenuti, infine, sono contenuti tagliati dalla precedente versione a causa delle limitazioni del linguaggio Flash.
Durante il gennaio 2014, McMillen ha annunciato sul suo blog che lo sviluppo della parte preesistente nella vecchia versione era finita e che si stavano quindi attivando finalmente nello sviluppo di nuovo materiale. A quel punto, aggiunse inoltre che lo sviluppo era "a più di metà."
McMillen ha dichiarato che lo scopo principale del remake è stato quello di tirarsi fuori dal linguaggio Flash e di usare un nuovo engine per ridurre al minimo i bug di gioco. Il gioco contiene oggetti e nemici ri-bilanciati, grafica a 16-bit, co op locale per 2 giocatori, nuovi oggetti, nuovi nemici, supporto alle console e a linux. Il gioco era stato inizialmente pensato per PlayStation 3.
Durante una conferenza stampa al Gamescom 2013 di Sony, ad Agosto, è stato annunciato che il gioco sarebbe uscito per PlayStation 4 e PlayStation Vita; il titolo sarebbe stato inoltre disponibile per gli utilizzatori di PlayStation Plus senza alcun costo addizionale. Il gioco è inoltre disponibile su PC tramite la piattaforma Steam. Lo stesso giorno, Nicalis ha pubblicato un tweet che c'era ancora una possibilità che esca una versione per Nintendo 3DS. Quando a Edmund hanno chiesto se effettivamente esistevano buone chance di un port per 3DS, ha semplicemente risposto con un "no". La Nintendo infatti ha rifiutato il gioco per contenuti "potenzialmente blasfemi".
Il 5 settembre 2014, Valve ha annunciato che The Binding of Isaac: Rebirth era disponibile in pre-ordine su pc tramite la sua piattaforma Steam. È stato applicato uno sconto del 33% su "Rebirth" per chiunque possedesse già una copia del "Binding of Isaac" originale su Steam, e l'acquisto del suddetto preordine ha regalato un oggetto promozionale per Team Fortress 2. Questa offerta è scaduta nel momento in cui il gioco è stato pubblicato (4 novembre 2014, 10AM Orario Pacifico).
Il 29 ottobre 2015 viene resa disponibile una versione in esclusiva su New Nintendo 3DS e Wii U
Il 31 ottobre 2015, ad un anno di distanza dall'uscita del gioco, viene pubblicato un DLC, The Binding of Isaac: Afterbirth, che aggiunge molti contenuti al gioco, tra i quali una modalità di gioco completamente nuova, due nuovi personaggi, un centinaio di nuovi oggetti, nuovi boss e nemici, nuovi finali, nuovi segreti e tanto altro.

## Accoglienza
Un sondaggio condotto da McMillen riguardante lo stile grafico a 16-bit ha riportato che 37.5% dei votanti lo ha apprezzato, 53.1% erano soddisfatti sia dal vecchio che dal nuovo o semplicemente non gli importava, e solo il 9.5% lo odiava.
Al 7 marzo 2023 le recensioni su Steam sono "Estremamente positive", con 96% di recensioni positive su un totale di oltre 200000. Su Metacritic lo user score è di 8.4 su 10, basato su 867 valutazioni degli utenti.